# Bayuquan
Der Stadtbezirk Bayuquan (chinesisch 鲅鱼圈区, Pinyin Bàyúquān Qū) ist ein Stadtbezirk der bezirksfreien Stadt Yingkou in der nordostchinesischen Provinz Liaoning. Er hat eine Fläche von 352,9 km² und zählt 541.113 Einwohner (Stand: Zensus 2020).

## Administrative Gliederung
Auf Gemeindeebene setzt sich der Stadtbezirk aus vier Straßenvierteln und drei Großgemeinden zusammen. Diese sind:
- Straßenviertel Honghai 红海街道
- Straßenviertel Haixing 海星街道
- Straßenviertel Wanghai 望海街道
- Straßenviertel Haidong 海东街道

- Großgemeinde Xiongyue 熊岳镇
- Großgemeinde Lutun 芦屯镇
- Großgemeinde Hongqi 红旗镇